# Партия на свободата и справедливостта
Партията на свободата и справедливостта (на арабски: حزب الحرية والعدالة) е дясноцентристка консервативна политическа партия в Египет.
Тя е основана на 20 април 2011 година, по време на Египетската революция, като политическо крило на ислямистката организация Мюсюлманско братство.